# Tryphosella groenlandica
Tryphosella groenlandica is een vlokreeftensoort uit de familie van de Lysianassidae. De wetenschappelijke naam van de soort is voor het eerst geldig gepubliceerd in 1935 door Schellenberg.